# 大同乡 (锦屏县)
大同乡，是中华人民共和国贵州省黔东南苗族侗族自治州锦屏县下辖的一个乡镇级行政单位。

## 行政区划
大同乡下辖以下地区：
大同村、平阳村、锦所村、绍洞村、解放村、兴合村、章山村、大兴村、乌金村、秀洞村、密洞村、普西村、稳江村、八河村和龙矮村。